# Lekkoatletyka na Letnich Igrzyskach Paraolimpijskich 2004 – pchnięcie kulą kl. F53 mężczyzn
W pchnięciu kulą kl. F53 (zawodnicy na wózkach inwalidzkich) mężczyzn podczas Letnich Igrzysk Paraolimpijskich 2004 rywalizowało ze sobą 9 zawodników.

## Wyniki

### Finał
| Poz. | Zawodnik              | Narodowość        | Rezultat | Uwagi |
| ---- | --------------------- | ----------------- | -------- | ----- |
| 1    | Mauro Maximo de Jesus | Meksyk            | 8.53     | WR    |
| 2    | Husam Azzam           | Palestyna         | 7.82     |       |
| 3    | Christos Angourakis   | Grecja            | 7.65     |       |
| 4    | Gerasimos Vryonis     | Grecja            | 7.48     |       |
| 5    | Gabriel Diaz de Leon  | Stany Zjednoczone | 7.03     |       |
| 6    | Ales Kisy             | Czechy            | 6.86     |       |
| 7    | Ali Reza Ya Mousa     | Iran              | 6.83     |       |
| 8    | Willard Brooks        | Stany Zjednoczone | 6.46     |       |
| 9    | Nir Bahadur Gurung    | Indie             | 6.18     |       |